# Боснийско-герцеговинская пехота
Боснийско-герцеговинская пехота (нем. Bosnisch-Hercegovinische Infanterie, босн. Bosanskohercegovačka pješadija) — боснийское национальное подразделение сухопутной армии Австро-Венгрии, в котором несли службу только славяне-мусульмане (известные больше как боснийцы или бошняки). Образованы в 1882 году де-факто. В отличие от других подразделений, боснийские пехотинцы обладали рядом привилегий, в том числе имели уникальную униформу, а их подразделения нумеровались по особому порядку. По состоянию на август 1914 года в составе пехоты было четыре пехотных полка и фельдъегерский батальон.

## История

### Босния в составе Австро-Венгрии
С 1 июля по 20 октября 1878 Австро-Венгрия фактически участвовала в русско-турецкой войне, захватив Боснийский вилаят и Нови-Пазарский санджак. За время краткосрочных боевых действий австрийцы потеряли 946 человек убитыми и 3980 человек ранеными:135. Хотя конституционно законным хозяином этой провинции была Османская империя, Имперская администрация Австрии начала вводить свои порядки и законы Австро-Венгрии на оккупированных системах. Местное население агрессивно встретило австрийцев и подняло восстание в Герцеговине и на восточной границе Сербии. Австрия отправила туда своих пандуров, но большинство из них вскоре тоже перебежали на сторону мятежников:138.

### Введение воинской обязанности
Бунты не прекращались и в послевоенное время. В ноябре 1881 года правительство утвердило новый военный закон о призыве всех подданных боснийской национальности в армию Австро-Венгрии, что вылилось в массовые беспорядки, продолжавшиеся с декабря 1881 по январь 1882 года. Для усмирения бунтующих пришлось применить военную силу. Австрийцы обратились за помощью к муфтию Сараево Мустафе Хаджиомеровичу, который наложил фетву с призывом к соотечественникам исполнить свой долг и признать правомочность нового закона. В этом вопросе его поддержал будущий мэр Сараево Мехмедбег Капетанович.

### Образование пехотных частей
В 1882 году были образованы первые боснийские пехотные подразделения в Сараево, Баня-Луке, Тузле и Мостаре. В каждом городе располагалась рота, которая с годами активно пополнялась. В 1889 году было восемь отдельных батальонов, через четыре года их число выросло до 11. В 1894 году была образована Ассоциация боснийско-герцеговинских пехотных полков (нем. Bosnisch-Hercegowinische Infanterie den Regimentsverband), чтобы ускорить процесс включения их в армию. 1 января 1894 де-юре Высочайшее разрешение утвердило эти действия официально. К 1897 году процесс включения боснийских частей в сухопутные войска был завершён, а в 1903 году образовался фельдъегерский батальон. В годы Первой мировой войны в 1916 году из оккупированной Албании было призвано ещё 5 тысяч албанцев в боснийскую пехоту.

### Известные военнослужащие
- Капитан Гойкомир Глоговац был награждён Военным орденом Марии-Терезии в 1917 году за выдающуюся храбрость и был пожалован в бароны.
- Полковник Хусейн Бищевич позднее нёс службу в мусульманских частях Ваффен-СС[6].
- Лейтенант Мухамед Хаджифендич также служил в боснийской пехоте и руководил собственным легионом во Второй мировой войне.

## Униформа
В отличие от других частей армии Австро-Венгрии, у боснийской пехоты была своя униформа. Основным элементом была феска, которую носили на параде и в повседневное время: феска была красно-коричневого цвета, изготавливалась из войлока и имела помпон из чёрной овечьей шерсти высотой в 18,5 см. Феску носили так, чтобы помпон «падал» на затылок. Офицеры и кадеты носили, как правило, стандартные головные уборы австро-венгерской армии (кепи или береты), но мусульманам разрешали носить фески. В состав униформы входили также немецкие мундиры и рубашки светло-голубого цвета, на них на пуговицах жёлтого цвета изображался номер полка. У офицеров были синие пальто с красным воротником и жёлтыми пуговицами (номера наносились с 1894 года). Брюки были также голубого цвета, вместе с ними солдаты носили своеобразные штаны до колен (наподобие турецких войск). У фельдъегерского батальона форма не отличалась от австрийской (тирольского фельдъегерского батальона), однако обычные солдаты носили серые фески.

## Организация

### Общая
На вооружении пехоты состояли стандартные винтовки Манлихера образца 1890 года. Дисциплина в подразделениях была очень жёсткой отчасти благодаря строгому следованию религиозным канонам. Солдаты получали звания младших офицеров уже на первом этапе обучения. Основным языком в пехоте был немецкий, все части были равноправными.
В самой пехоте использовалась своя система наименований и нумерации подразделений: насчитывалось всего четыре полка и фельдъегерский батальон. В состав полка входили штаб полка, три полевых батальона и один эрзац-батальон. В составе полевого батальона были штаб батальона, четыре полевые роты и эрзац-рота.

### Части

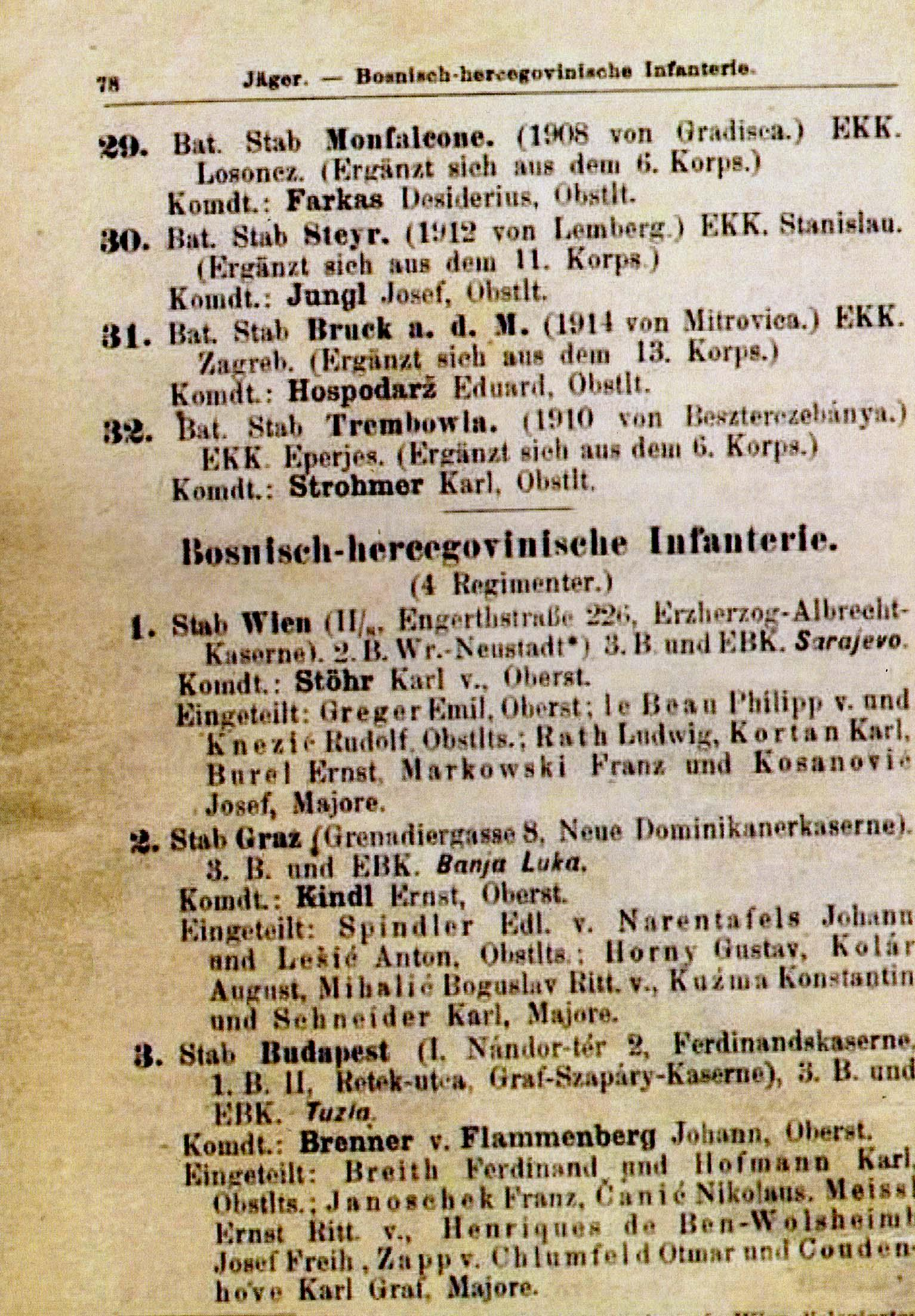
Структура Боснийско-герцеговинской пехоты в официальных документах

- Боснийско-герцеговинский фельдъегерский батальон (нем. Bosnisch-hercegovinisches Feldjägerbataillon)

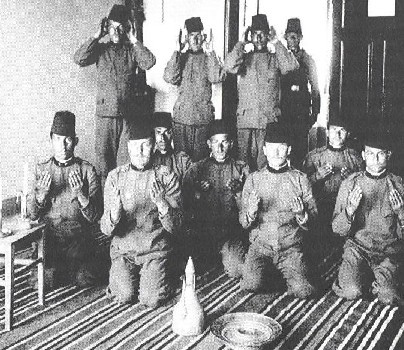
Солдаты 3-го Боснийско-герцеговинского полка совершают намаз

Подчинение: 1903 — 2-й корпус — 25-я пехотная дивизия — 50-я пехотная бригада
Национальный состав: 96 % боснийцы, 4 % остальные
Место вербовки: Сараево (лагерь)
Гарнизон: Брук-ан-дер-Лайта
Командир: оберст-лейтенант Владимир Тербоевич
- 1-й Боснийско-герцеговинский пехотный полк (нем. Bosnisch-hercegovinisches Infanterie Regiment Nr. 1)

Подчинение: 1894 — 2-й корпус — 25-я пехотная дивизия — 49-я пехотная бригада
Национальный состав: 94 % боснийцы, 6 % остальные
Место вербовки: Сараево
Гарнизон
Штаб, 1-й батальон: Вена, Энгертсштрассе 226, казарма эрцгерцога Альбрехта
2-й батальон: Винер-Нойштадт
3-й батальон: Сараево
Командир: полковник Карл фон Штёр
Штаб-офицеры:
полковник Эмиль Грегер
оберст-лейтенант Рудольф Кнезич
оберст-лейтенант Филипп фон ле Бё
майор Людвиг Рат
майор Карл Кортан
майор Эрнст Бурель
майор Франц Марковский
майор Йозеф Косанович
- 2-й Боснийско-герцеговинский пехотный полк (нем. Bosnisch-hercegovinisches Infanterie Regiment Nr. 2)

Подчинение: 1894 — 3-й корпус — 6-я пехотная дивизия — 11-я пехотная бригада
Национальный состав: 93 % боснийцы, 7 % остальные
Место вербовки: Баня-Лука
Гарнизон
Штаб, 1-й и 2-й батальоны: Грац, Гренадиргассе 8 (казарма Нойе-Доминиканер)
3-й батальон: Баня-Лука
Командир: полковник Эрнст Киндль
Штаб-офицеры:
оберст-лейтенант Йоханн Шпиндлер, эдлер фон Нарентафельс
оберст-лейтенант Антон Лесич
майор Густав Хорны
майор Август Колар
майор Богуслав Риттер фон Михалич
майор Константин Кузьма
майор Карл Шнайдер
- 3-й Боснийско-герцеговинский пехотный полк (нем. Bosnisch-hercegovinisches Infanterie Regiment Nr. 3)

Подчинение: 1894 — 4-й корпус — 31-я пехотная дивизия — 62-я пехотная бригада
Национальный состав: 94 % боснийцы, 6 % остальные
Место вербовки: Тузла
Гарнизон
Штаб, 1-й батальон: Будапешт, Нандор-тер 2 (казарма Фердинанда)
2-й батальон: Будапешт, Ретек-утца (казарма графа Сапари)
3-й батальон: Тузла
Командир: полковник Йоханн Бреннер фон Фламменберг
Штаб-офицеры:
оберст-лейтенант Фердинанд Брайт
оберст-лейтенант Карл Хоффманн
майор Франц Яшонек
майор Николаус Чанич
майор Эрнст Риттер фон Майссль
майор Йозеф Фрайхерр Энрикес де Бен-Вольфсхаймб
майор Отмар Запп фон Хлумфельд
майор Карл Граф Куденхове
- 4-й Боснийско-герцеговинский пехотный полк (нем. Bosnisch-hercegovinisches Infanterie Regiment Nr. 4)

Подчинение: 1894 — 3-й корпус — 28-я пехотная дивизия — 55-я пехотная бригада
Национальный состав: 95 % боснийцы, 5 % остальные
Место вербовки: Мостар
Гарнизон
Штаб, 1-й и 2-й батальоны: Триест, виа Коронео 4 (одна рота в Каподистрии)
3-й батальон: Мостар
Командир: полковник Антон Кляйн
Штаб-офицеры:
оберст-лейтенант Фердинанд Шенк
оберст-лейтенант Йоханн Тушнер
оберст-лейтенант Эдуард, эдлер фон Бизениус
майор Андреас Шешич
майор Йозеф Шлехта

## Память
- Маршем Боснийско-герцеговинской пехоты стало произведение Эдуарда Вагнеса[нем.] «Идут бошняки» (нем. Die Bosniaken Kommen), посвящённое 2-му пехотному полку.
- Большинство солдат 2-го полка погибли с 1916 по 1917 годы в Северной Италии. Их перезахоронили близ деревни Лебринг-Санкт Маргаретен недалеко от Граца. С 1917 года местные жители ежегодно отмечали годовщины битвы при Монте-Мелетти в Южном Тироле (это не проводилось лишь в годы аншлюса). Сейчас там находится мемориальная табличка и есть 2-я Боснийская улица (нем. Zweierbosniakengasse).
- В 4 километрах к северу от Горушки расположено ущелье, защищая которое, боснийцы одержали крупную победу над Италией. Оно называется «Боснийский проход» (итал. Posso del Bosniako).
- В память о 4-м полке на восточном склоне словенской горы Ромбон был воздвигнут монумент в виде двух боснийских солдат. Автором стал пражский скульптор Ладислав Кофранек.
- Мемориальная табличка боснийским пехотинцам появилась в 1929 году в Музее военной истории Вены.

### Военное кладбище в Лебринг-Санкт Маргаретен (Австрия)

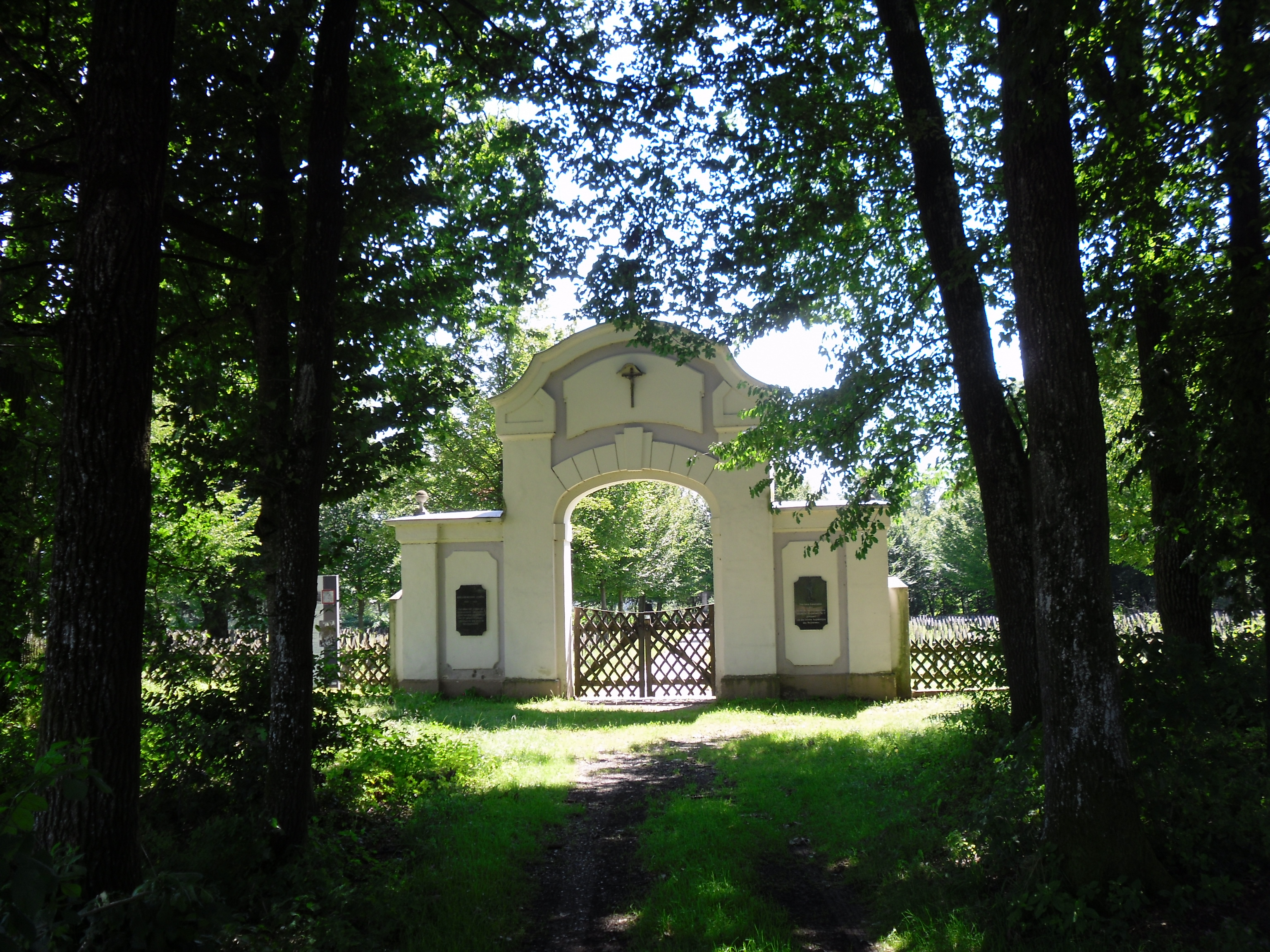
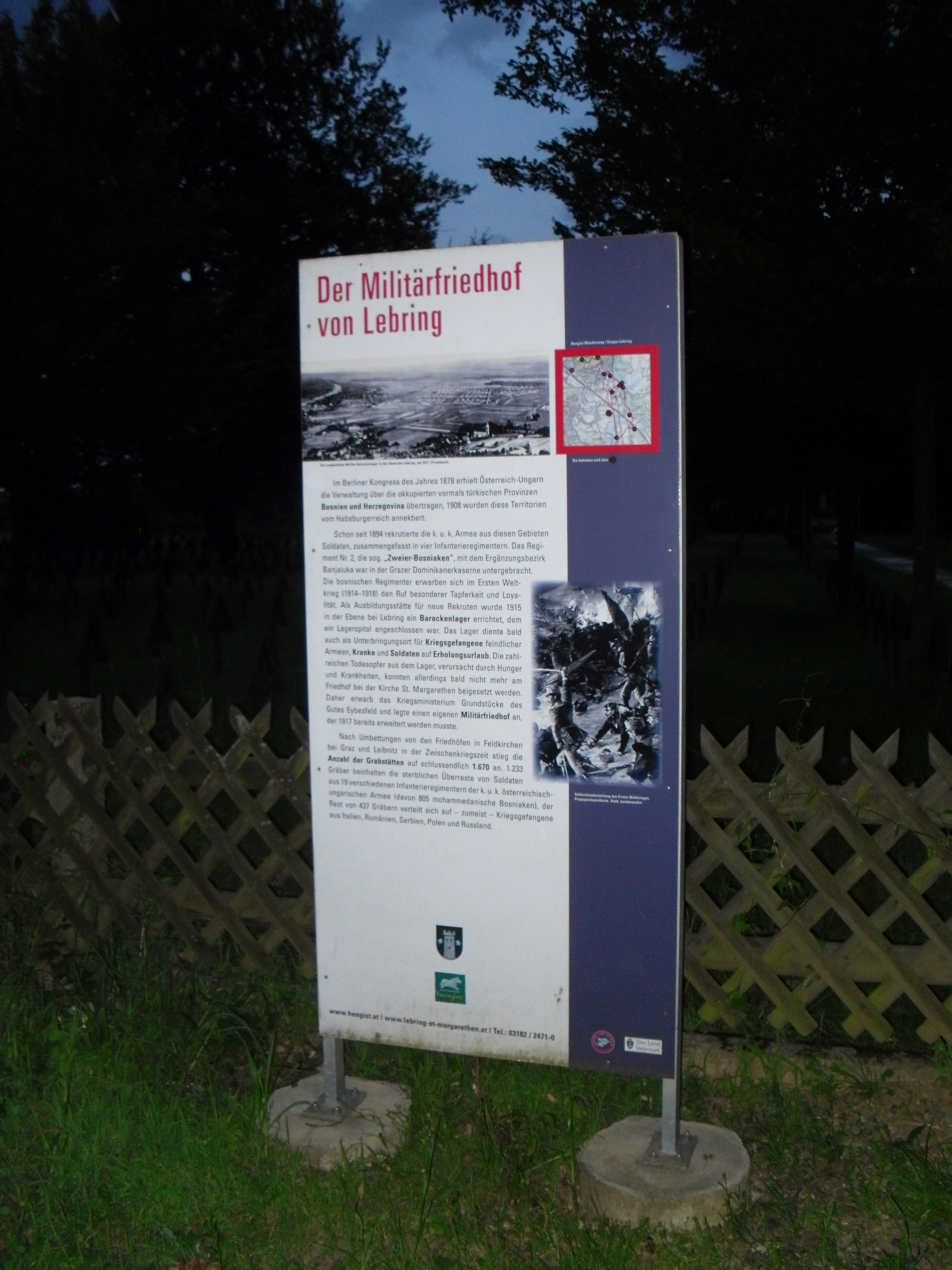
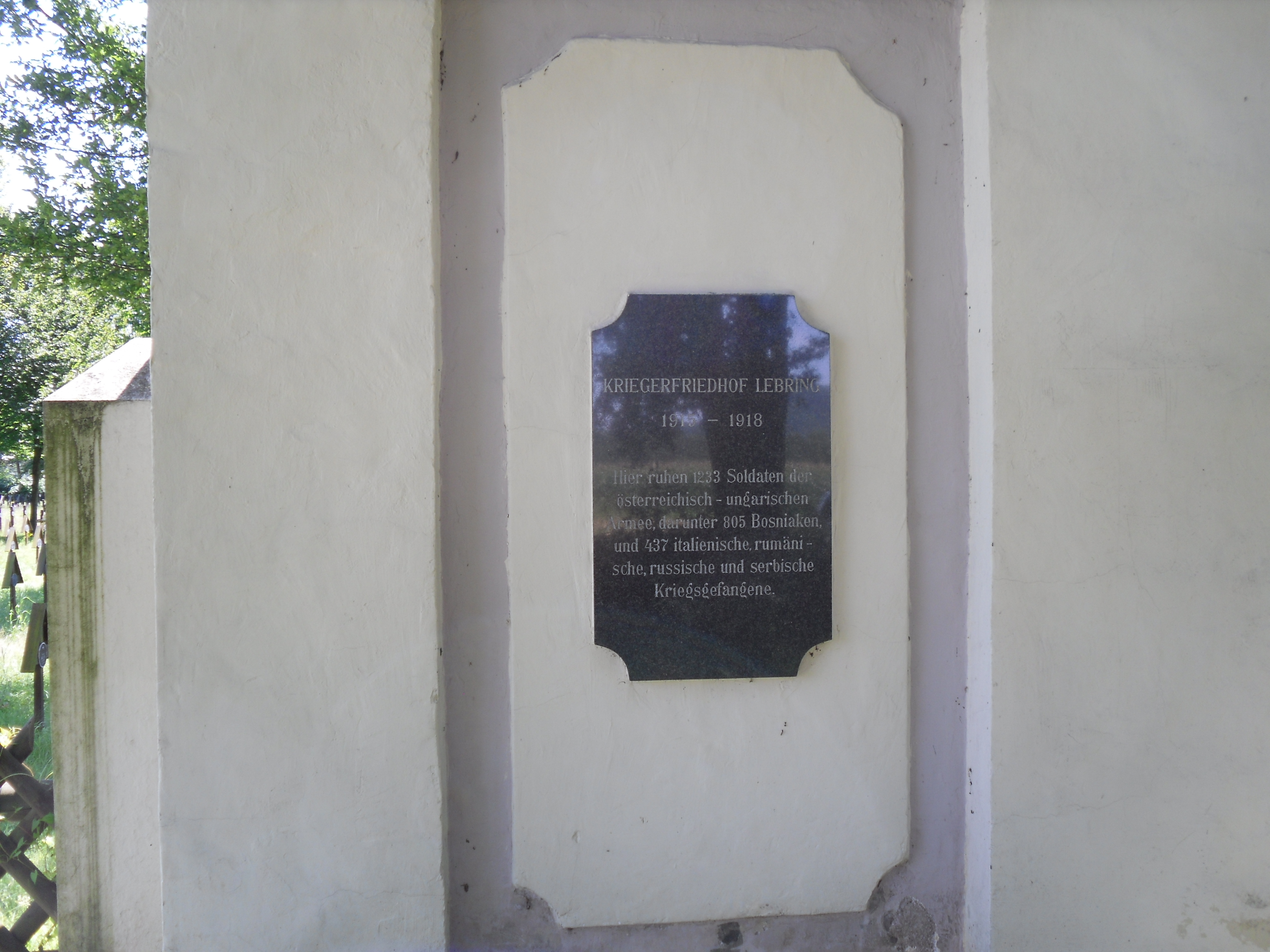
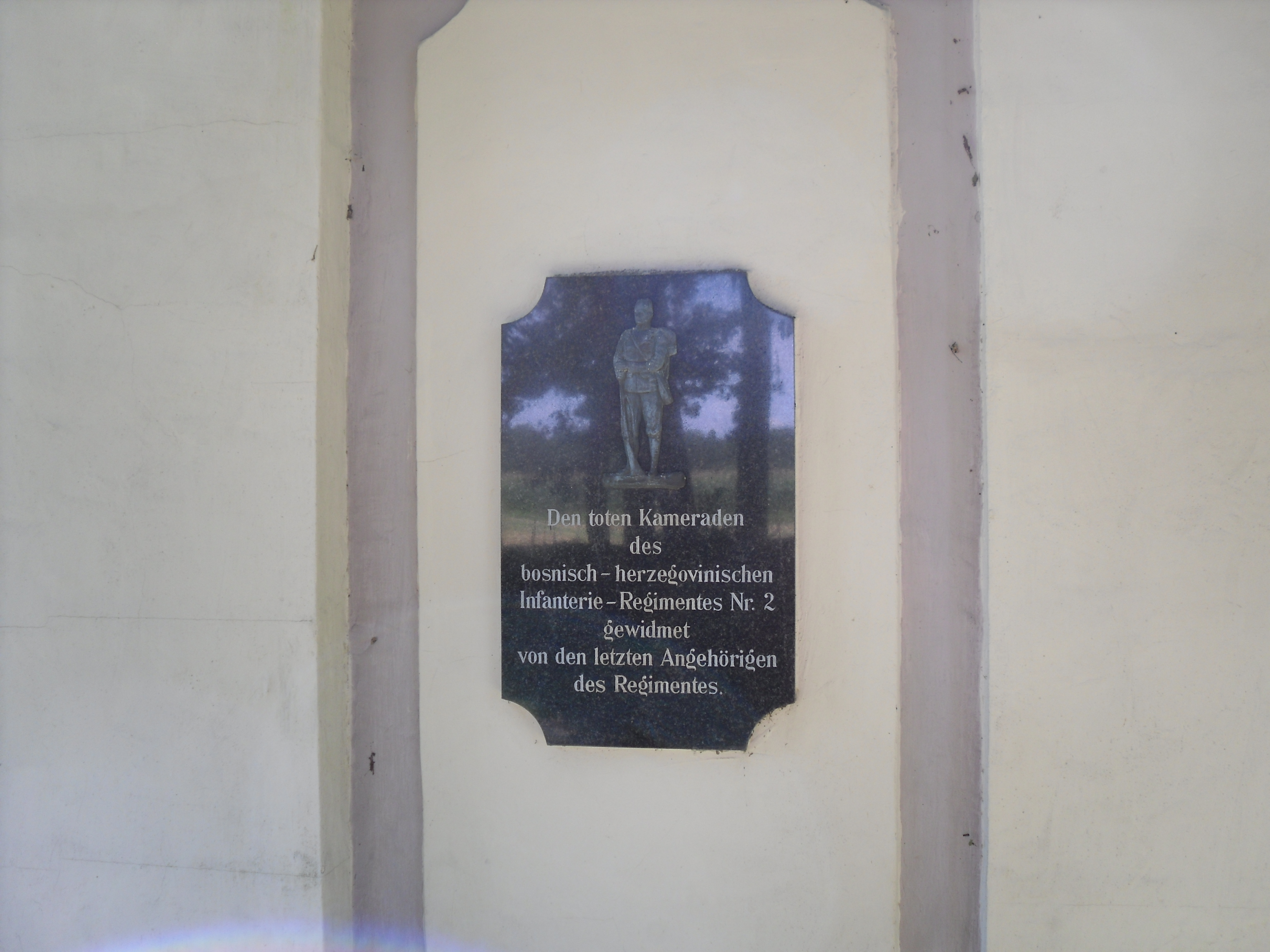
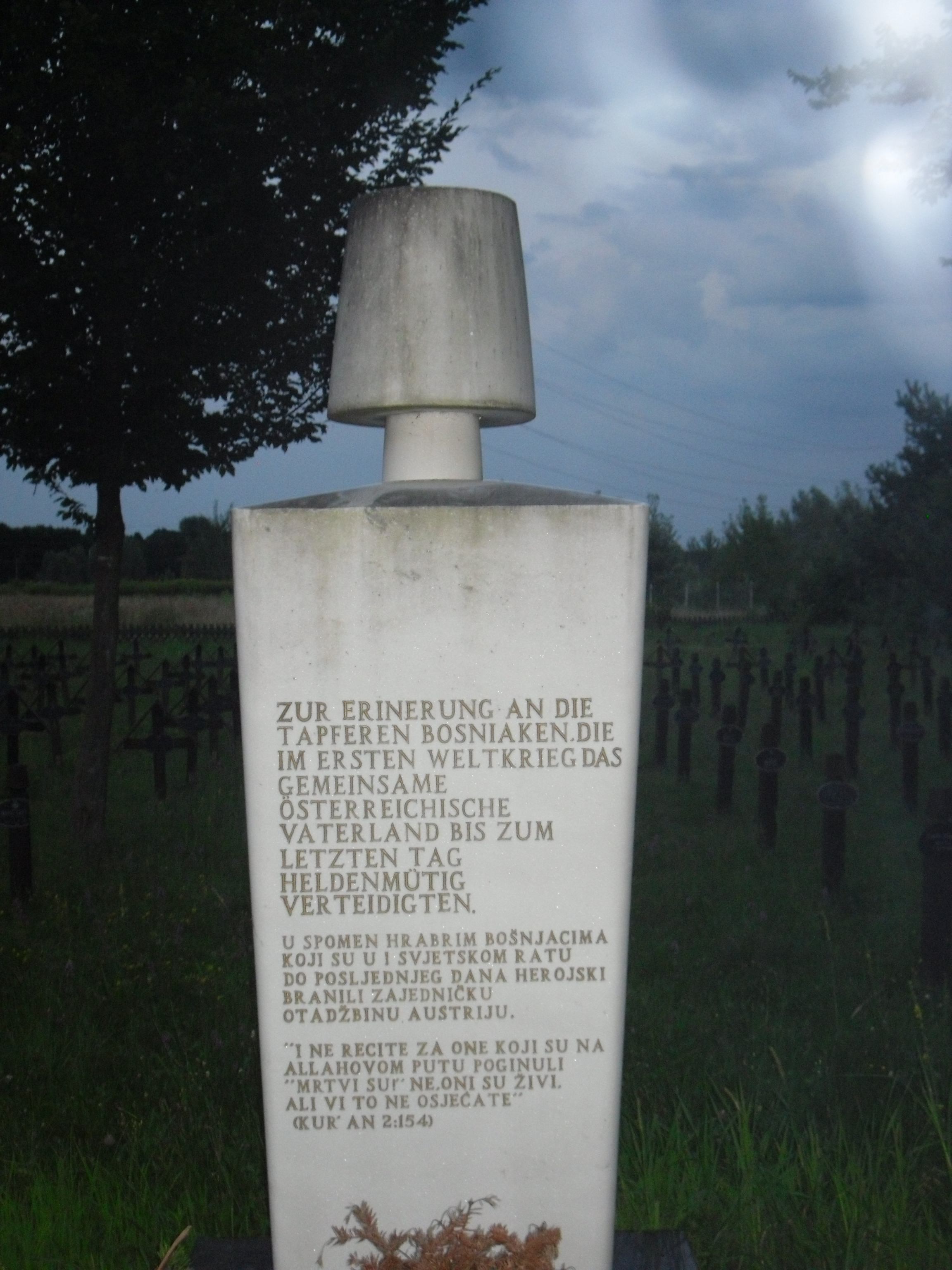
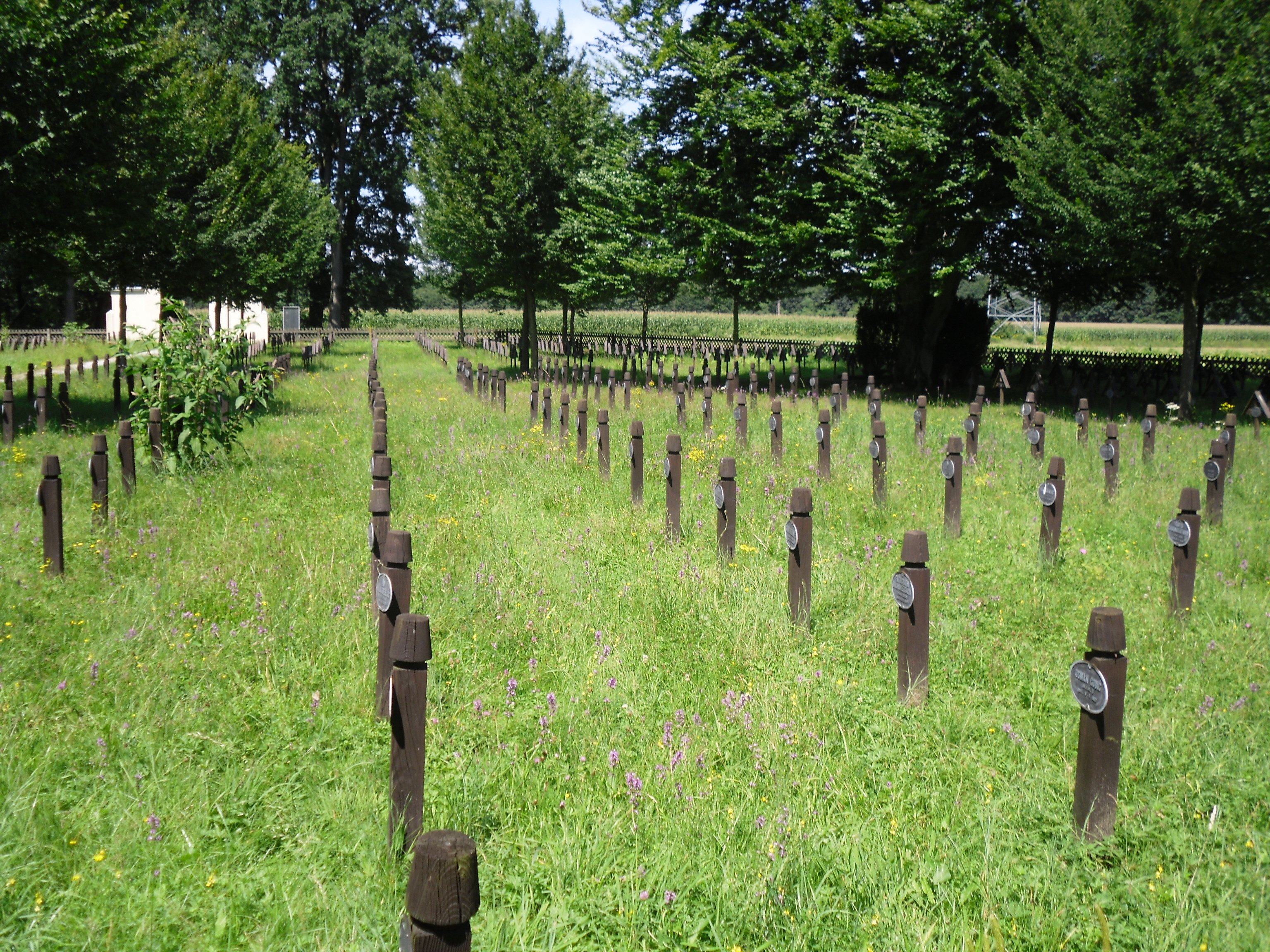

### Боснийские пехотинцы

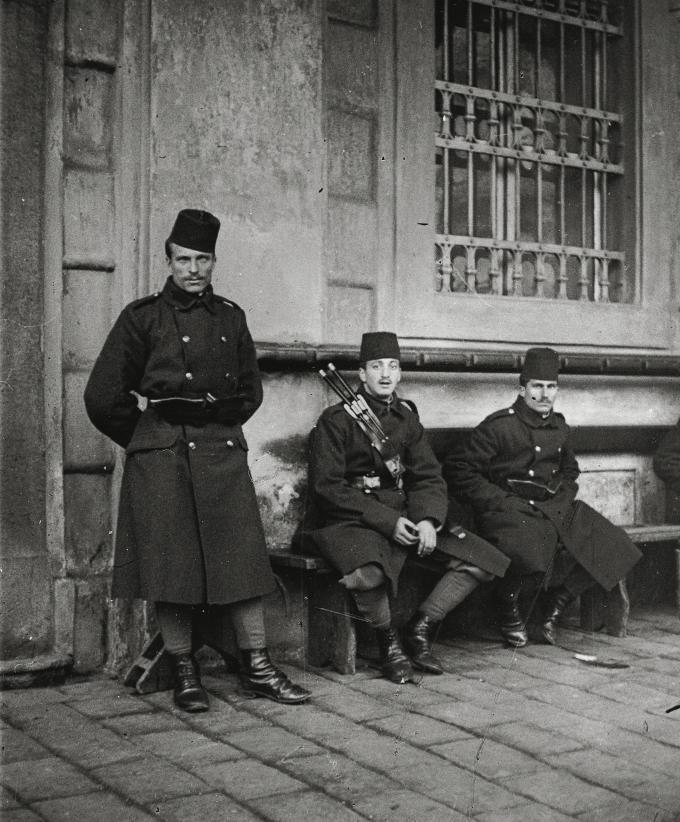
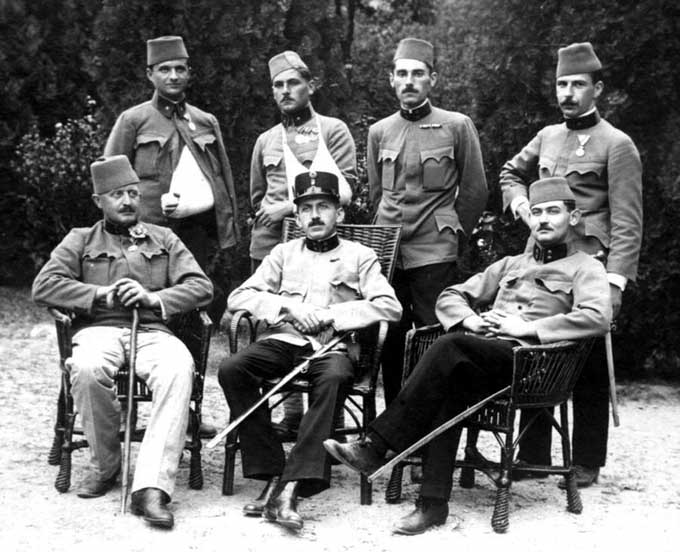
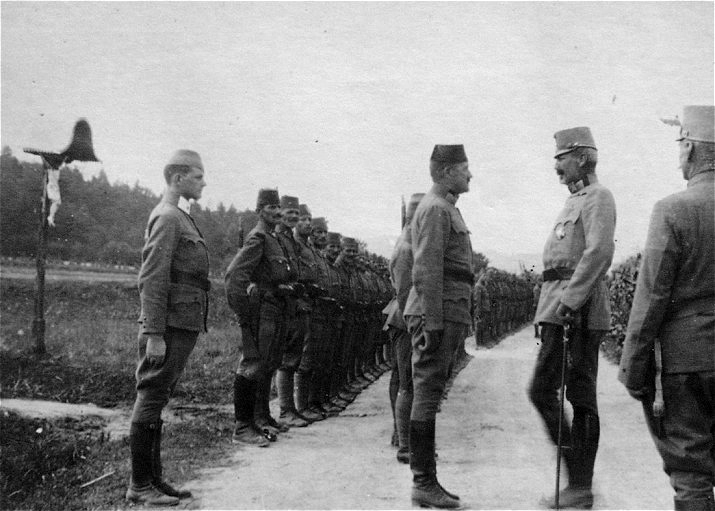
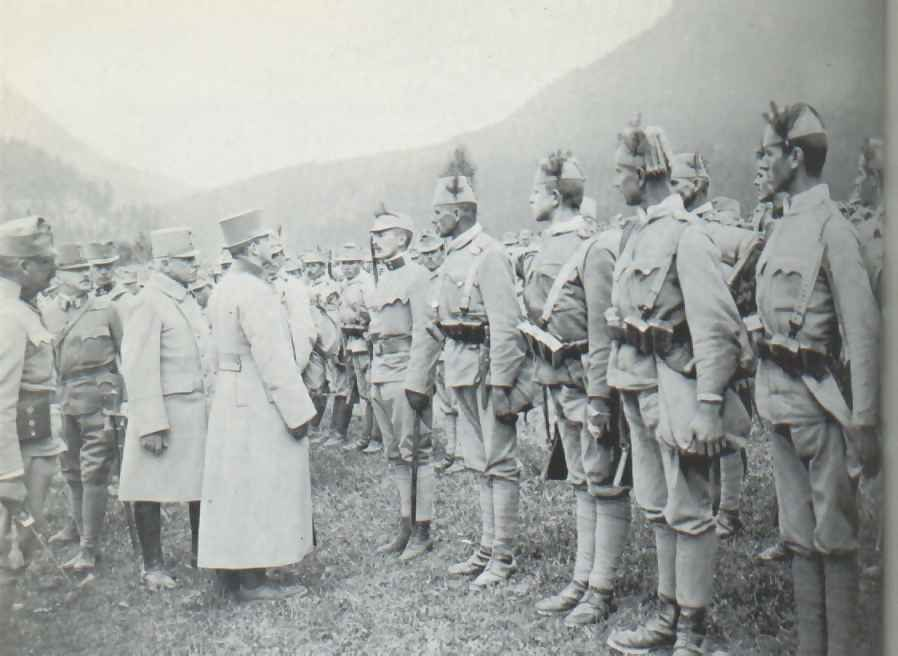
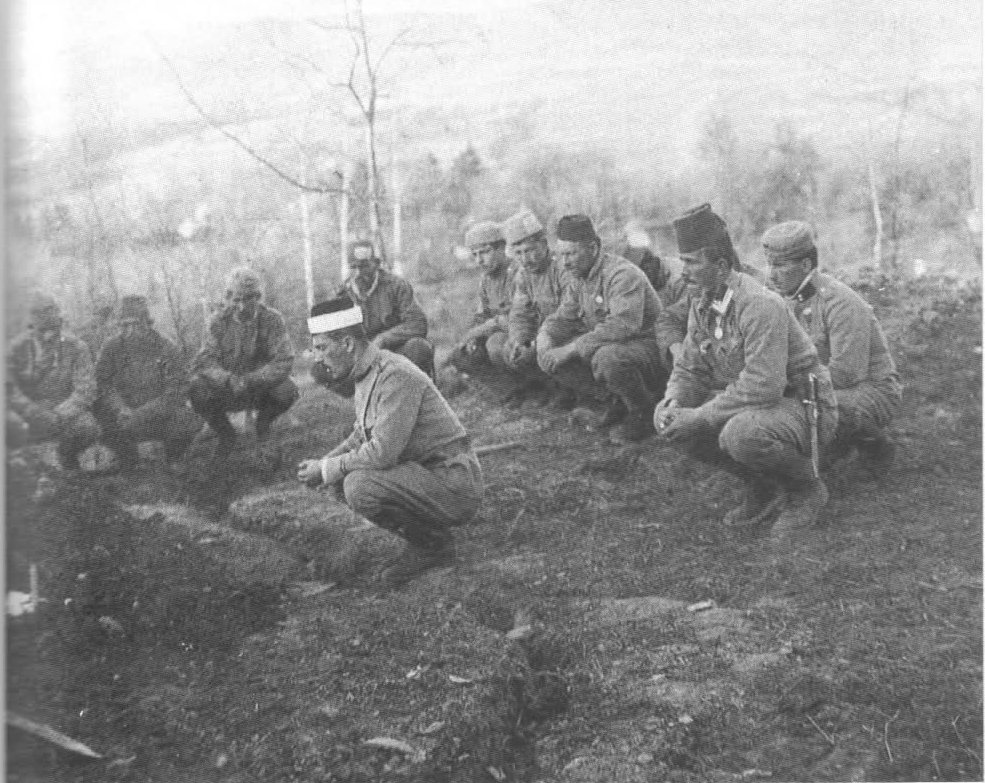